# 峰えりか
峰 えりか（みね えりか、1984年4月8日 - ）は、日本の元女優、元ファッションモデル、元司会者。旧所属事務所はインフィニティーアベニュー。

## 略歴
1984年（昭和59年）4月8日に静岡県浜北市（現在の浜松市浜名区）で生まれる。
1999年（平成11年）4月、浜松海の星高等学校（現在の浜松聖星高等学校）総合進学コースに入学。2003年（平成15年）3月、浜松海の星高等学校総合進学コースを卒業。
2004年（平成16年）、モデルとして芸能界デビューする為に上京する。以後、CM・映画等で活躍。
2005年度「ミス・インターナショナル」準優勝、日本代表に選出される。
2006年、『CanCam』（小学館）の専属モデルとなる。

## 人物
- キットハウスからインフィニティーアベニューへと事務所を移籍した際に、芸名を「峰えりか」に変更した。
- 趣味は、日本舞踊、華道、歌、茶道、絵画。
- 母親がフランス人、父親が日本人のハーフ。スペイン、フランス、日本の混血[1]。

## 受賞歴
- 2005年度 ミス・インターナショナル 準優勝 日本代表

## 出演

### テレビ番組
- スタイルプラス（2006年10月15日 - 2007年12月23日、東海テレビ）
- 爆笑レッドカーペット（2007年12月17日、フジテレビ）
- クイズ!ヘキサゴンII（2008年1月23日・3月12日、フジテレビ）
- テレビでスペイン語（2008年4月3日 - 2009年3月26日、NHK教育）

#### ドラマ
- 君が想い出になる前に（2004年、フジテレビ）
- 名探偵コナンドラマスペシャル第2弾「工藤新一の復活! 黒の組織との対決」（2007年、日本テレビ） - 川田鏡美 役
- ヒットメーカー 阿久悠物語（2008年、日本テレビ）
- ケータイ捜査官7（2008年、テレビ東京） - キャスター 役

### ラジオ番組
- FM京都 sweet'n marble lovers

### 映画
- Strange Circus 奇妙なサーカス（2005年）
- エクステ（2007年）
- 僕の彼女はサイボーグ（2008年）
- アニと僕の夫婦喧嘩 (2009年)

### 雑誌
- CanCam（小学館、2006年）専属モデル
- STYLE
- Oggi
- CLASSY.

### CM
- マリエール
- 明豊エンタープライズ
- 大垣共立銀行
- 森永製菓『BAKE』
- 花王マイクロバブ

### その他
- 日本コカ・コーラ社（Web広告）
- 東京ガールズコレクション '07S/S
- フェラーリ株式会社わかば（スチル広告）
- 株式会社JC Limited JOCKEY イメージキャラクター (2009年1月 - )
- fasionwalker.tv（2010年5月14日　SHOP CHANNEL内にて1時 - 3時OA）

## 書籍

### 写真集
- 峰えりかファースト写真集（2008年11月27日、ground、撮影：TakeoDec.）ISBN 978-4930774149